# ناحیه آوان
ناحیه آوان (ارمنی: Ավան վարչական շրջան) یکی از ناحیه‌های دوازده‌گانه ایروان پایتخت ارمنستان می‌باشد که در شمال شرق ایروان واقع شده‌است؛ از جنوب با ناحیه نور نورک و از شرق با ناحیه‌های آرابکیر و کاناکر زیتون هم‌مرز است.
ناحیه آوان ۸ کیلومترمربع مساحت و ۵۱٬۰۰۰ نفر جمعیت دارد و ۱٬۲۷۵ متر بالاتر از سطح دریا واقع شده‌است.

## تاریخچه
پس از پیوستن ارمنستان به اتحاد جماهیر شوروی همه شهر ایروان توسط آلکساندر تامانیان از نو طراحی شد. در پی این بازطراحی در میانه‌های دهه ۱۹۶۰ بلوک‌های ساختمانی تازه و ارزان شوروی در آوان ساخته شد؛ آوان که تا پیش از آن یک روستا به شمار می‌رفت حال با برنامه‌های گسترش شهری شوروی به یکی از ناحیه‌های دوازده‌گانه ایروان بدل شد.

## نگارخانه

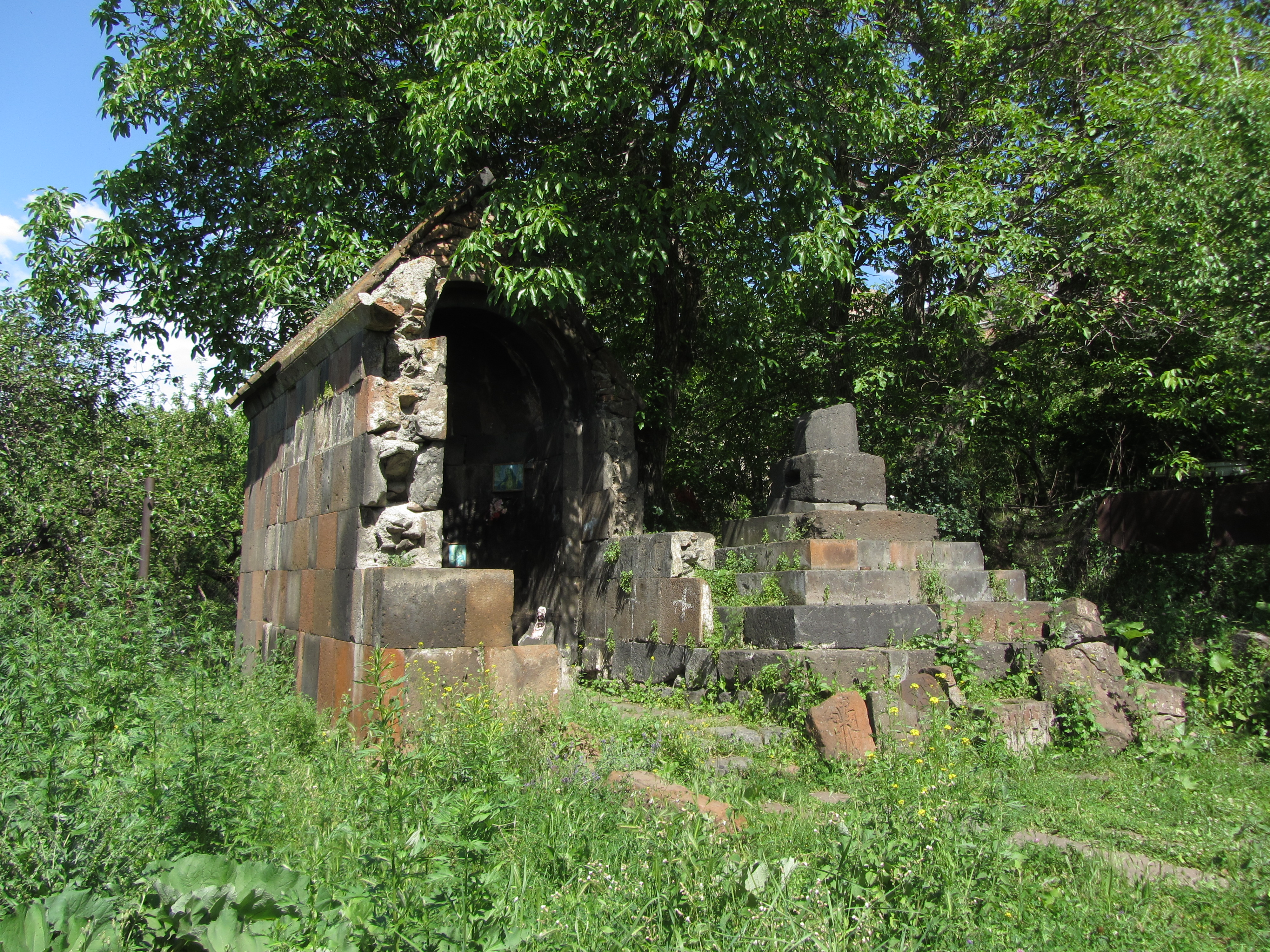
نمازخانه سنت آستواتساتسین، سده ۴ام میلادی
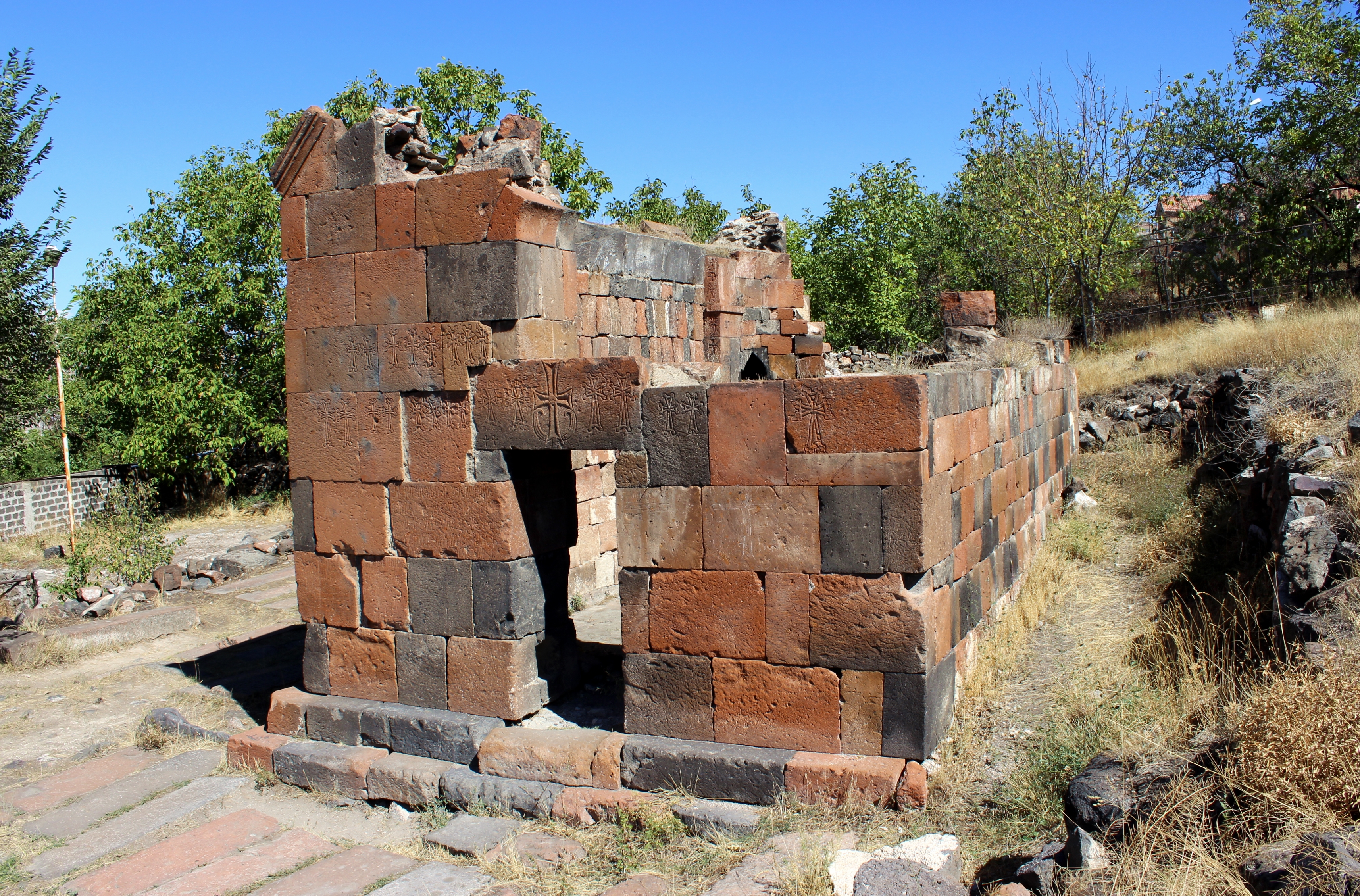
نمازخانه سنت هوهانس، سده ۵ام میلادی (سده‌های۱۲ام-۱۳ام میلادی )
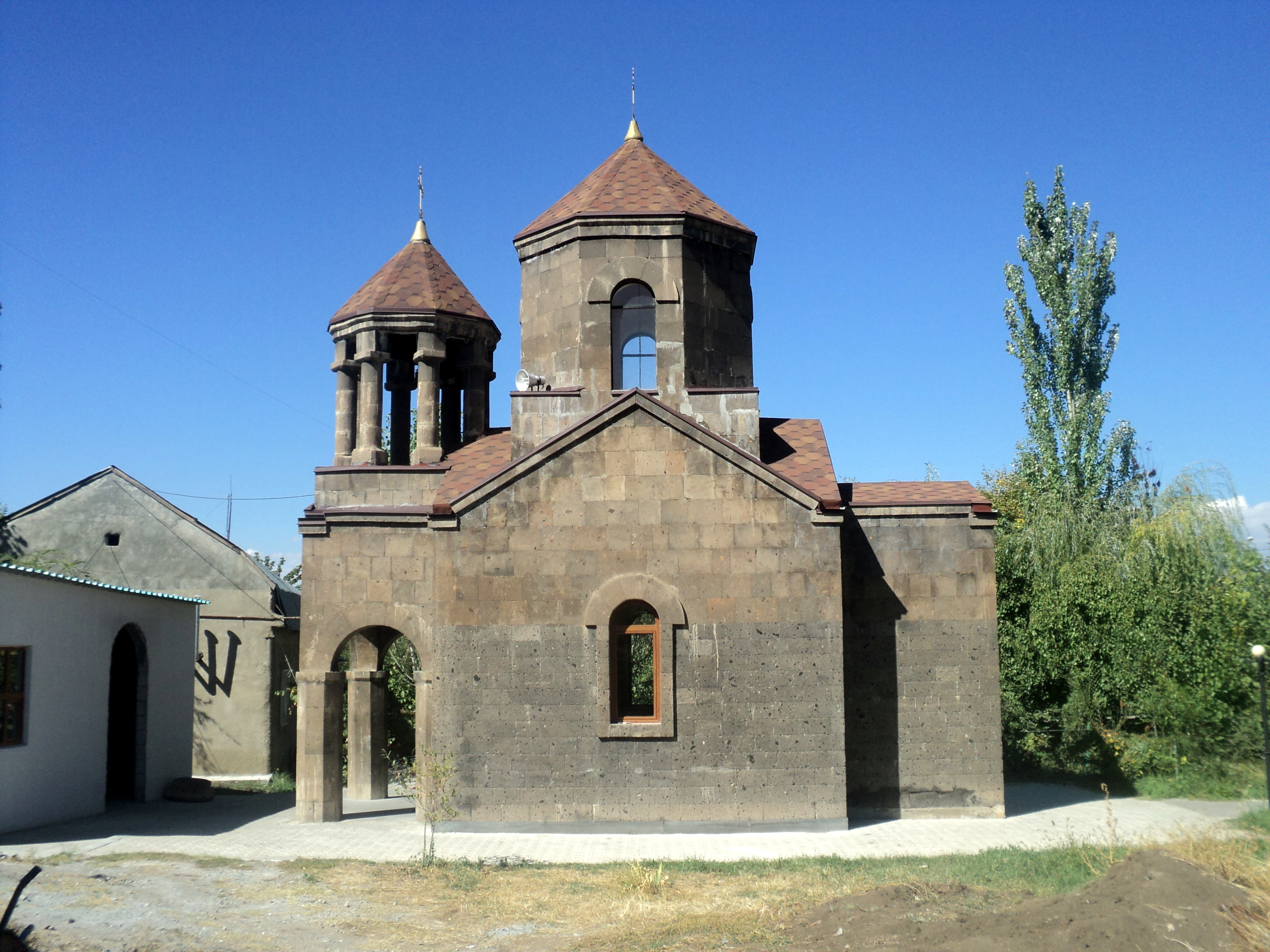
کلیسای سنت آستواتساتسین، به تازگی مرمت شده
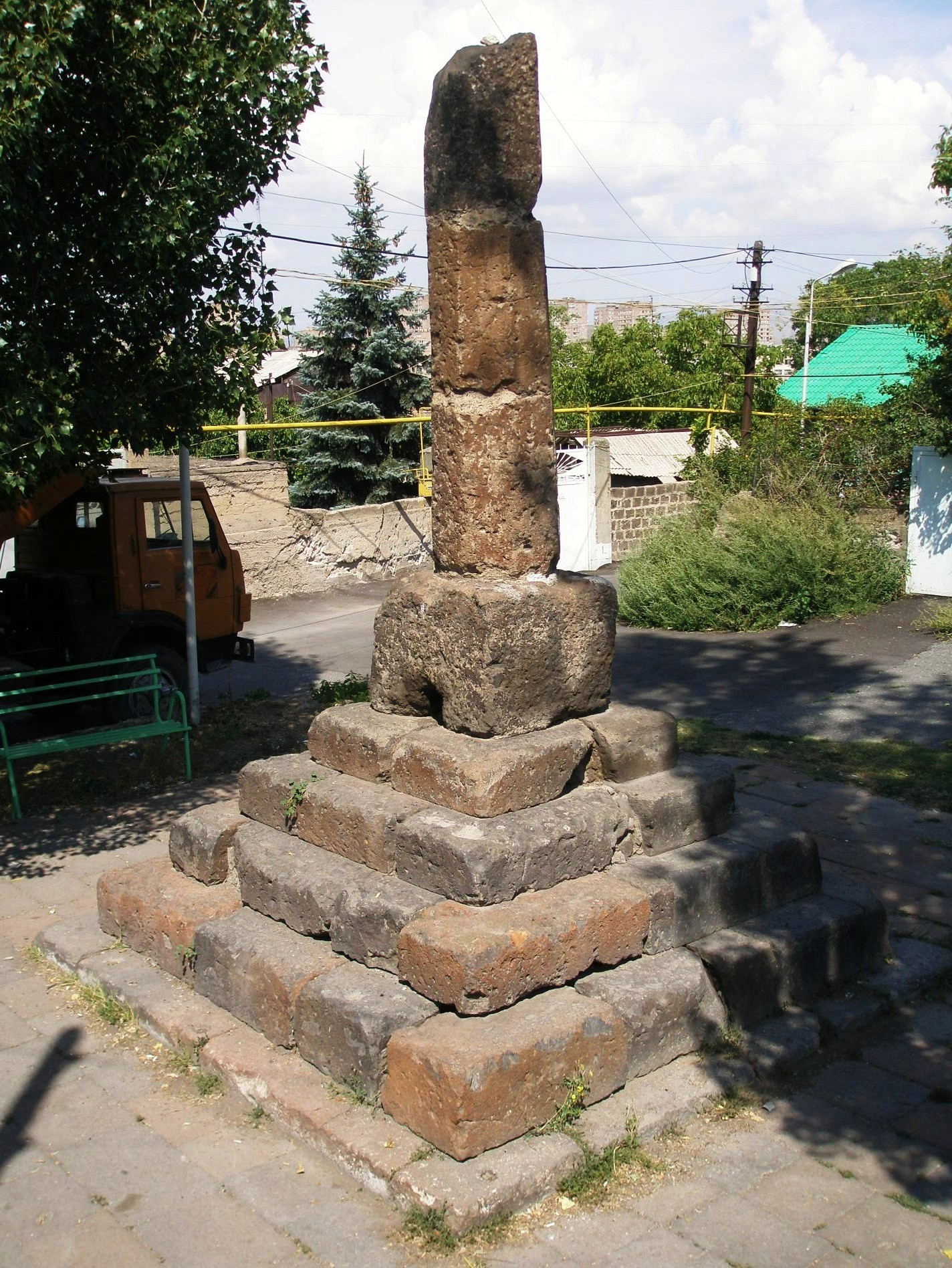
یادمان Stepped plinth و broken funerary pillar، سده‌های ۵ام تا ۶ام میلادی
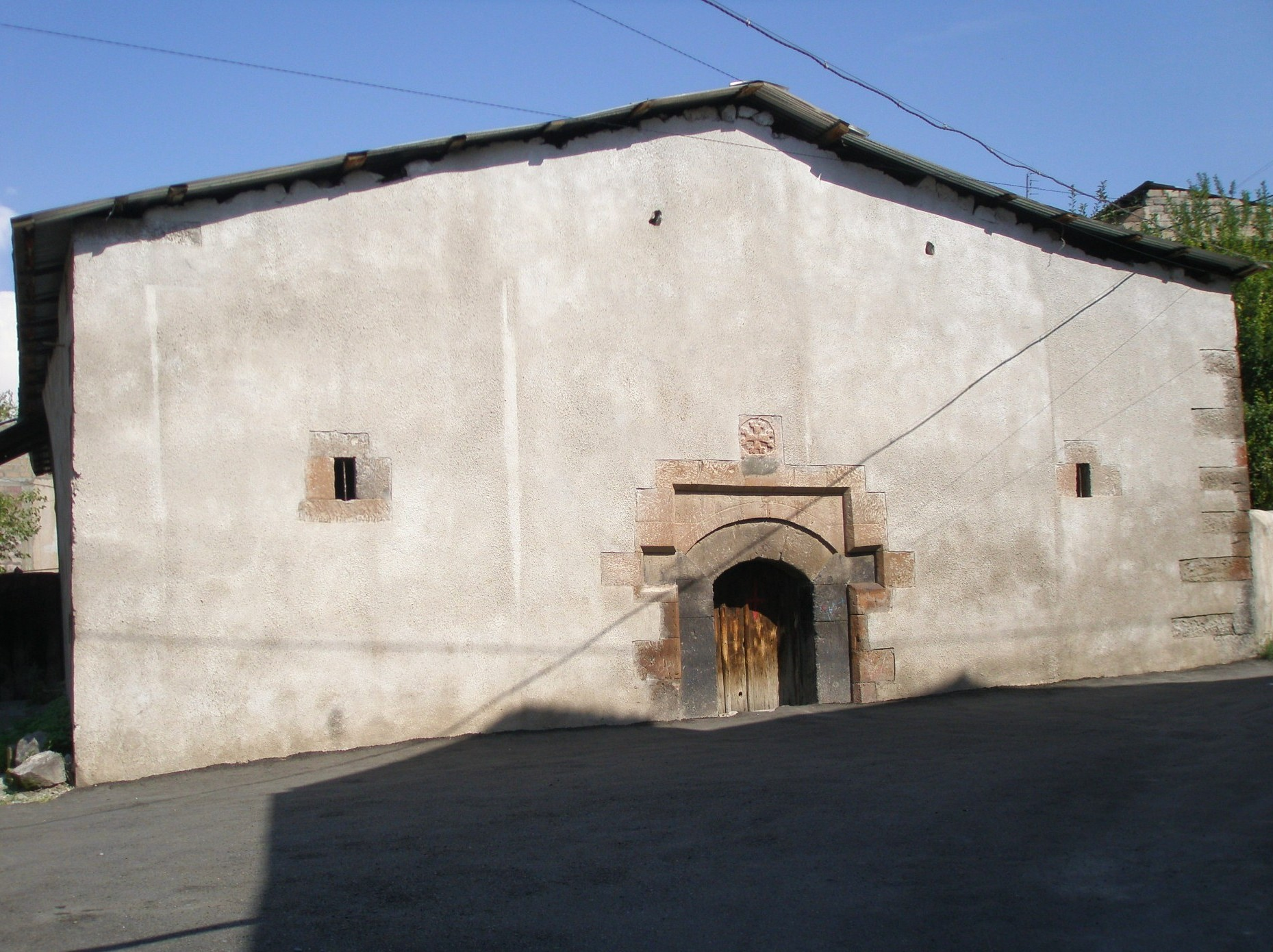
Church referred to as S. Astvatsatsin that sits not far from Katoghike Tsiranavor Church و cemetery
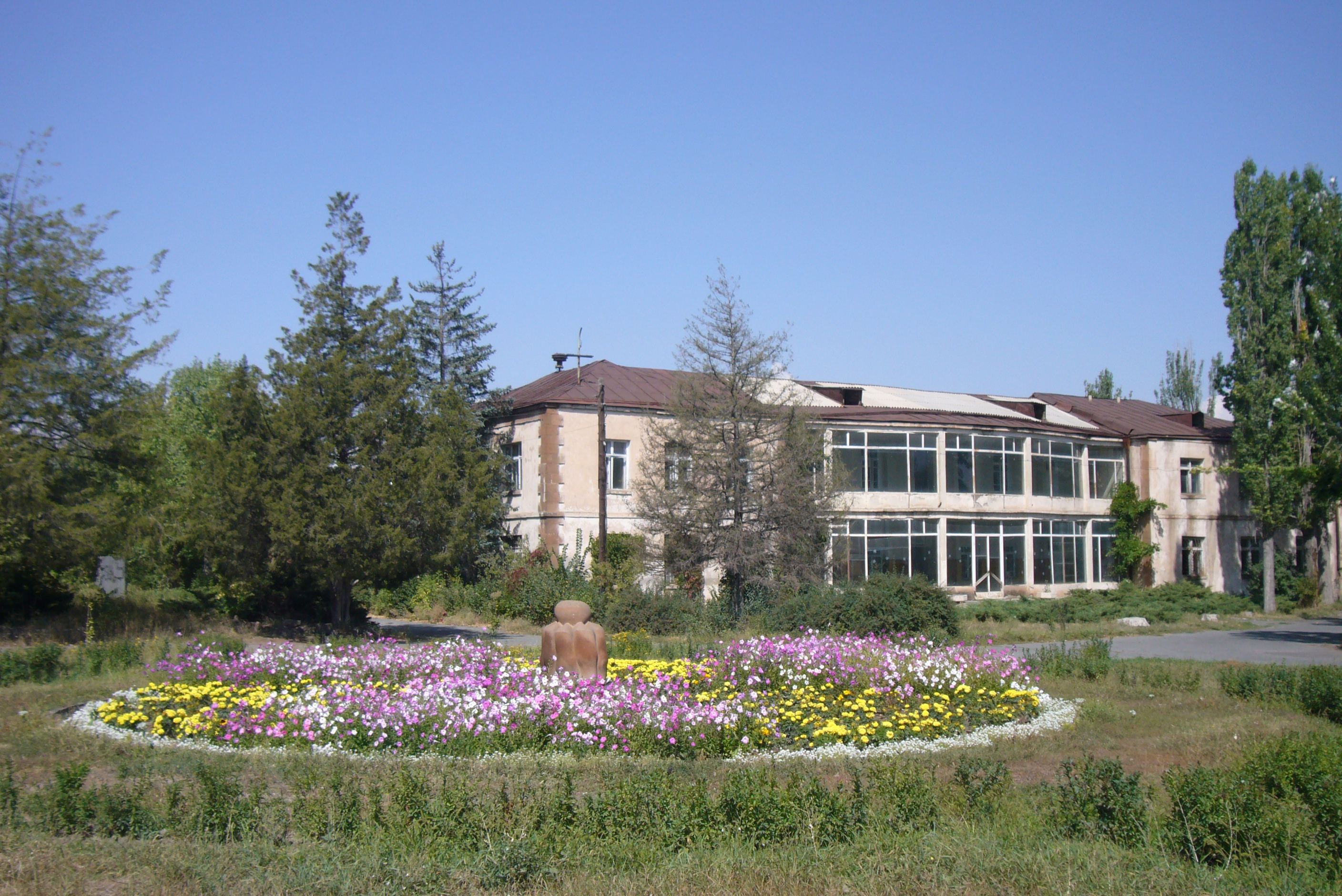
باغ گیاهشناسی ایروان
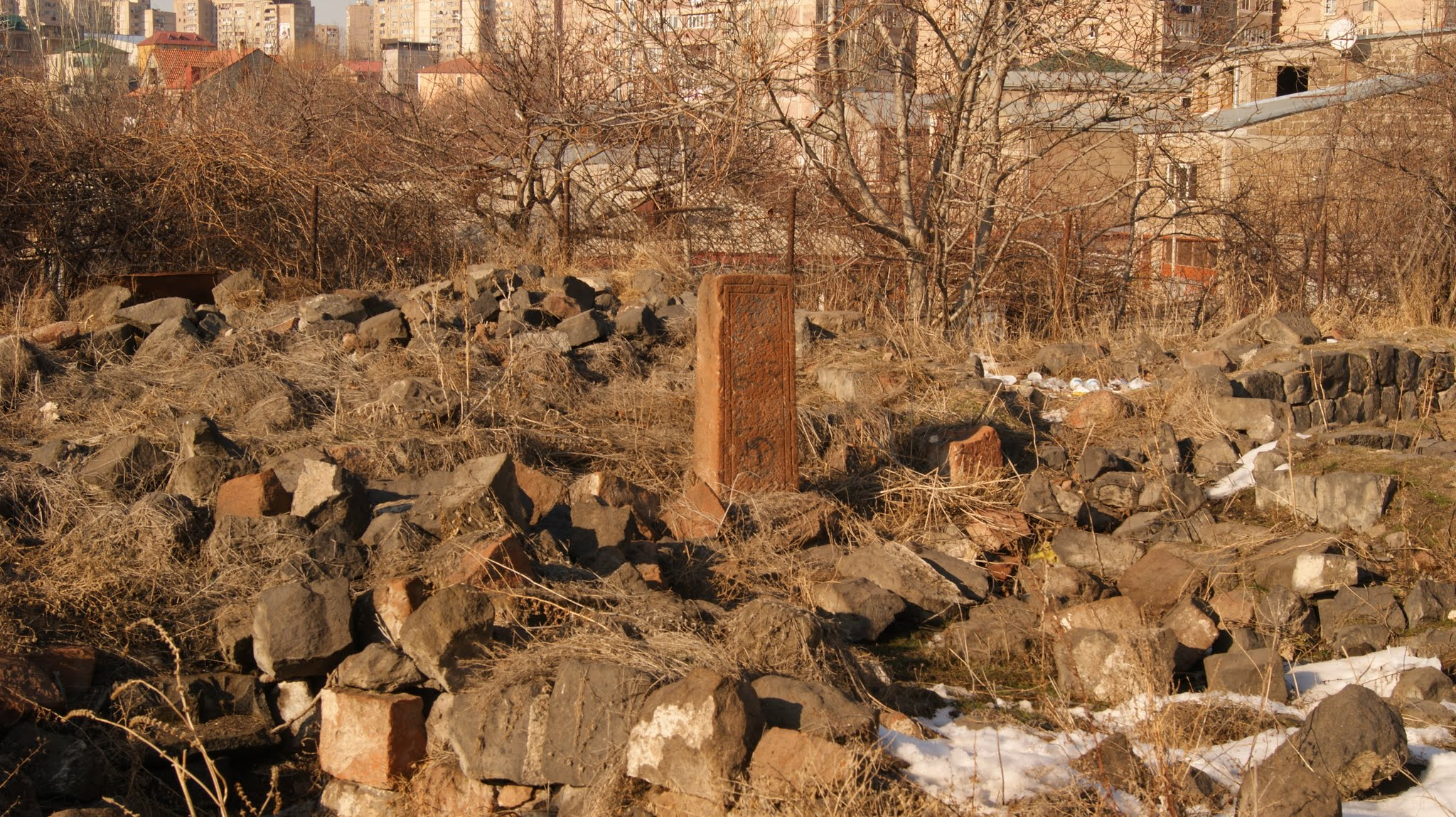
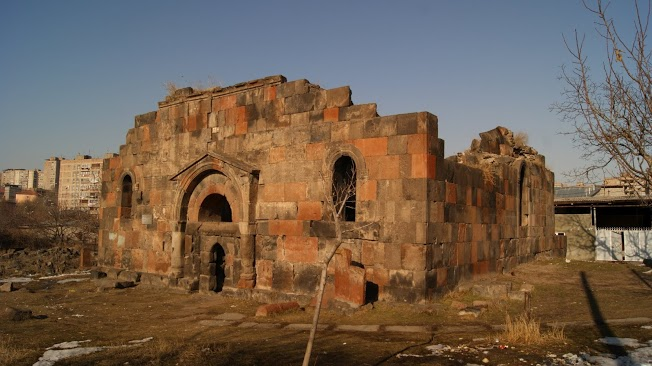
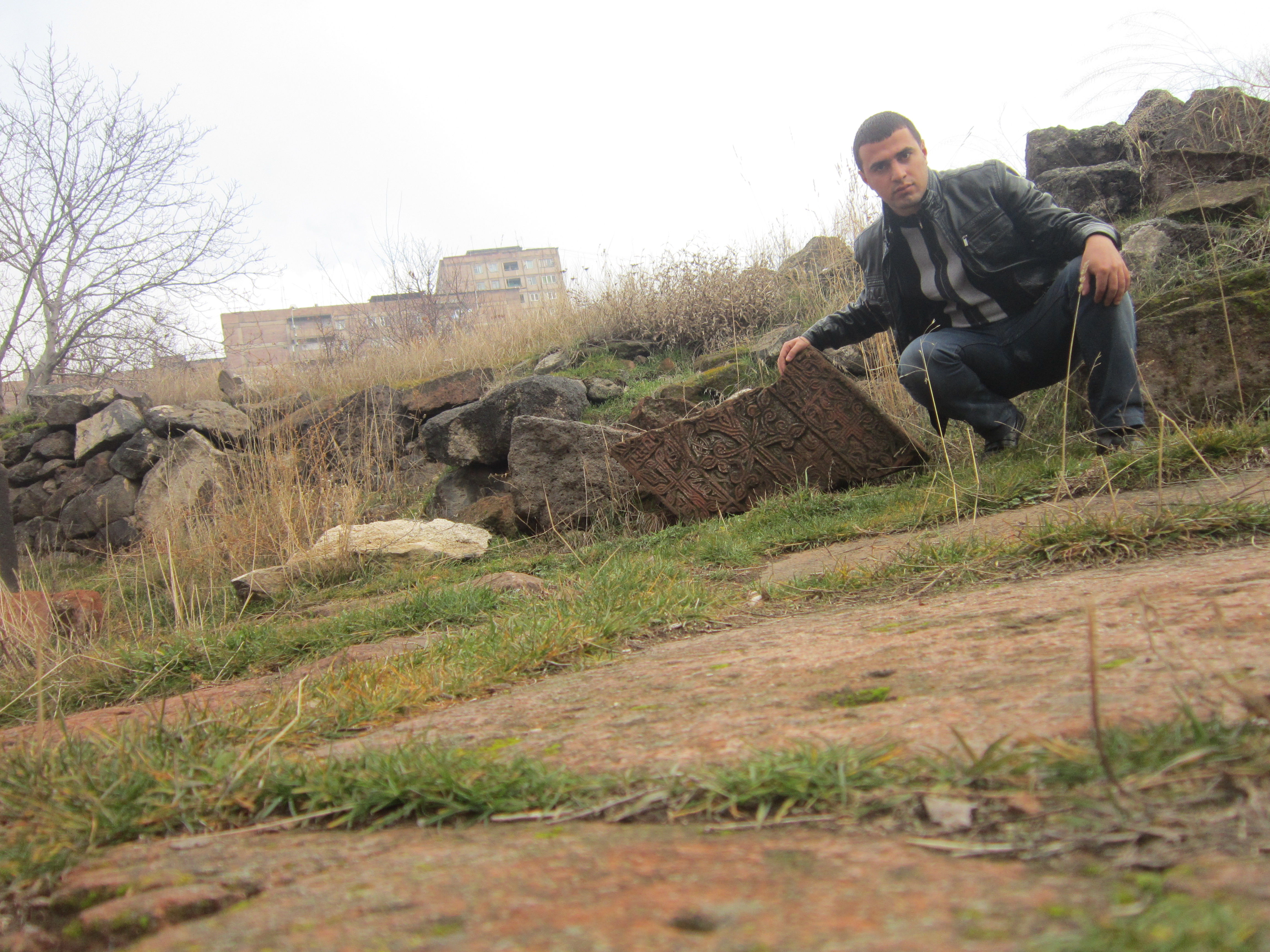
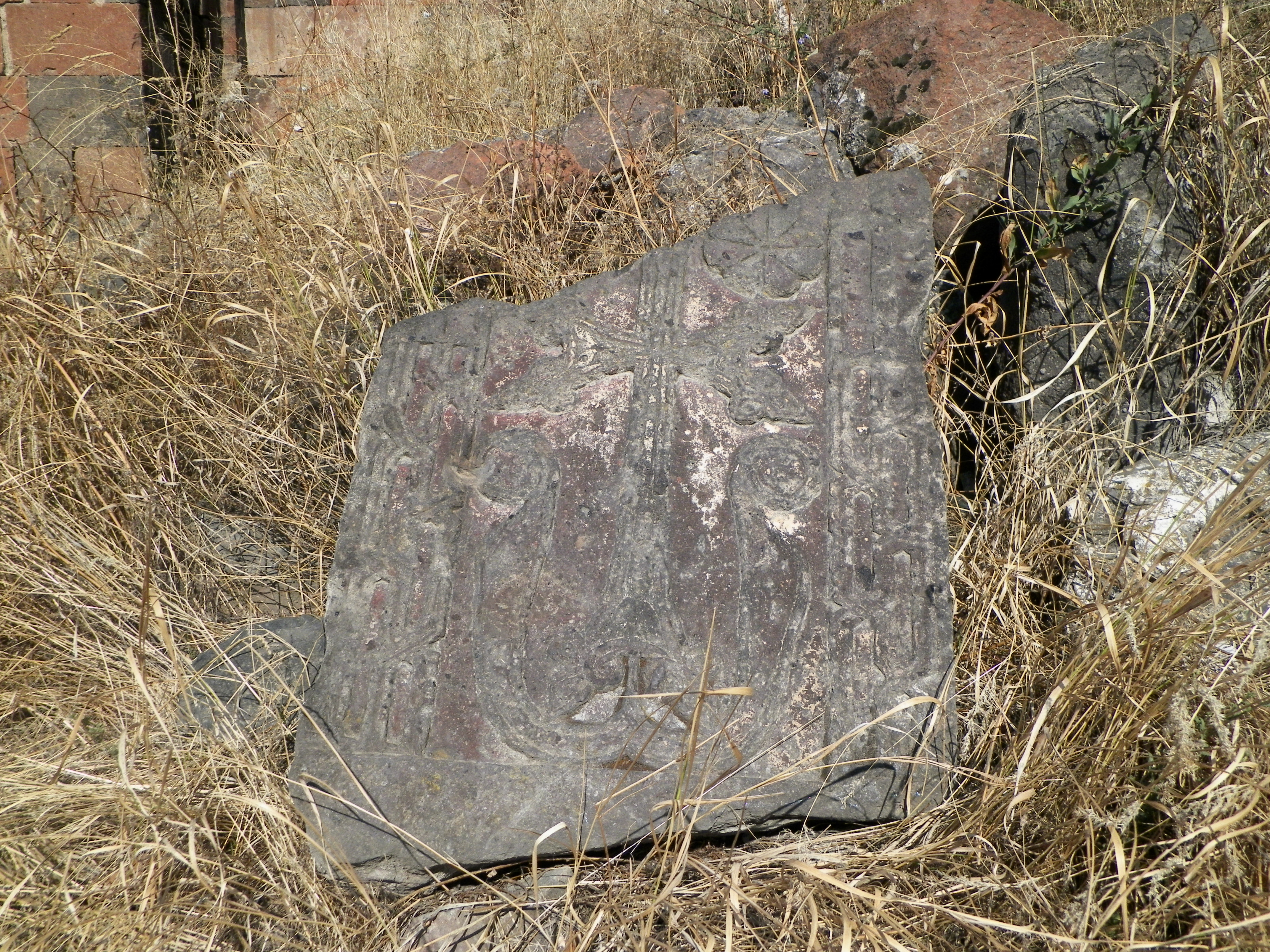
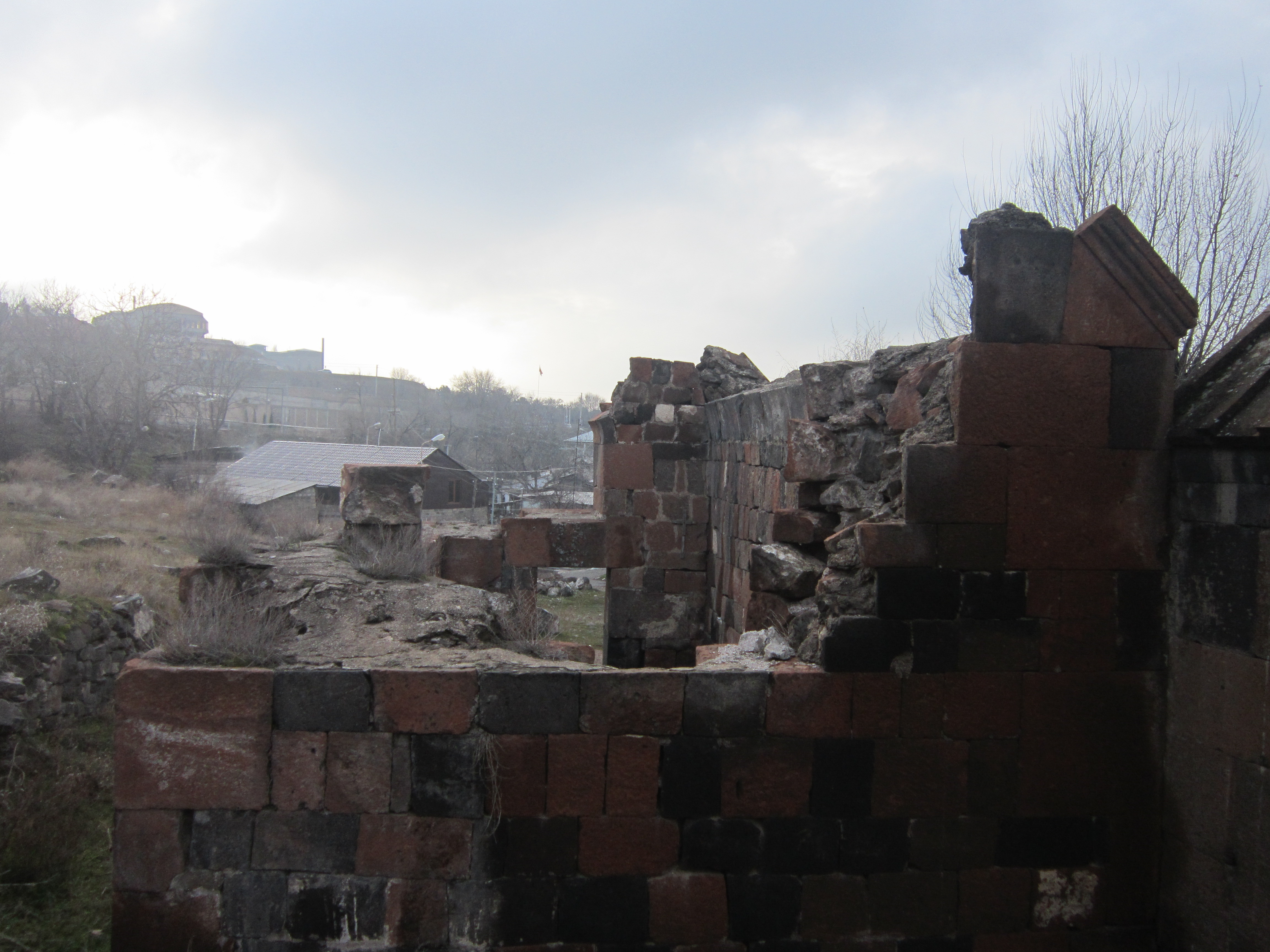
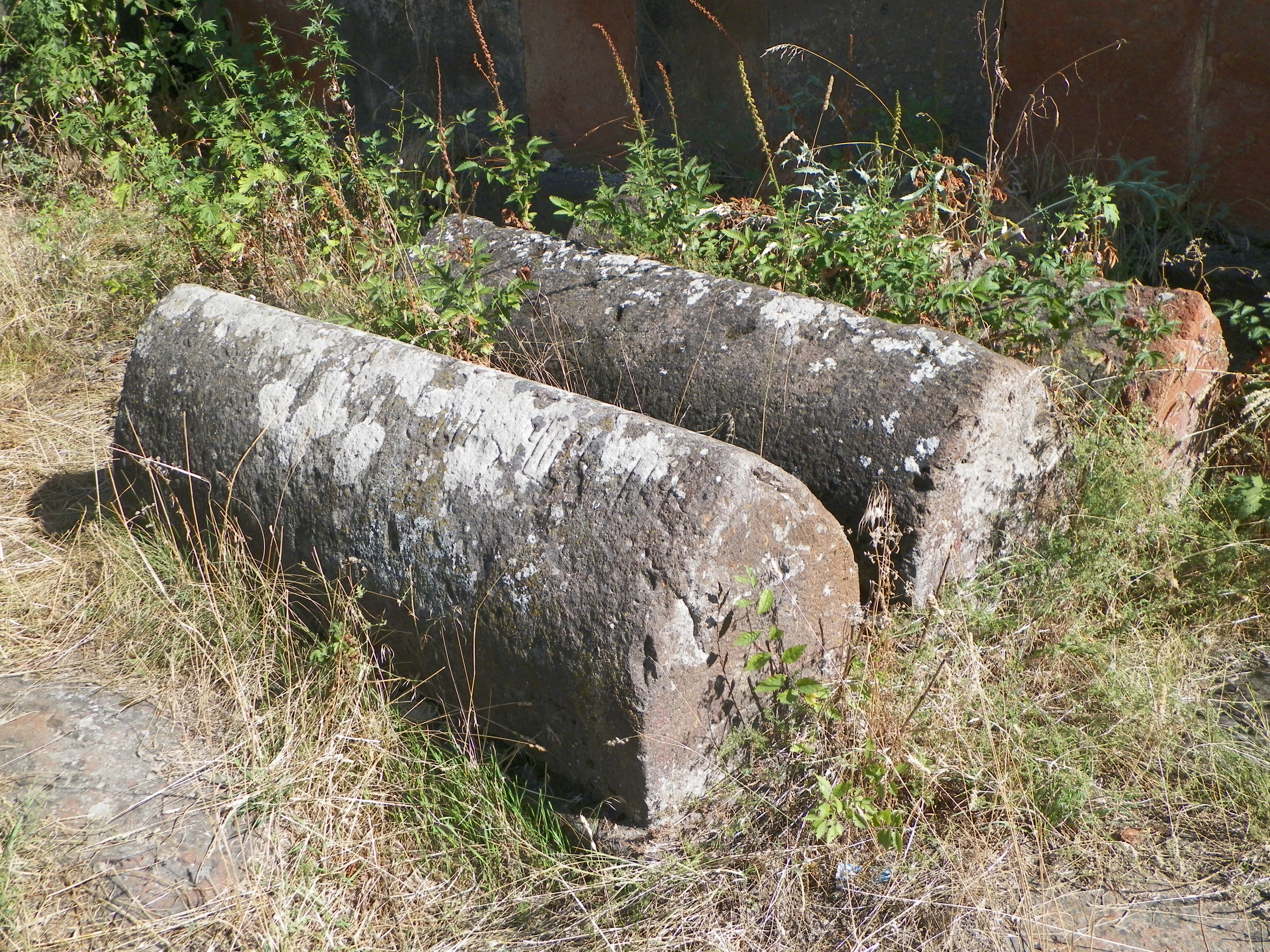
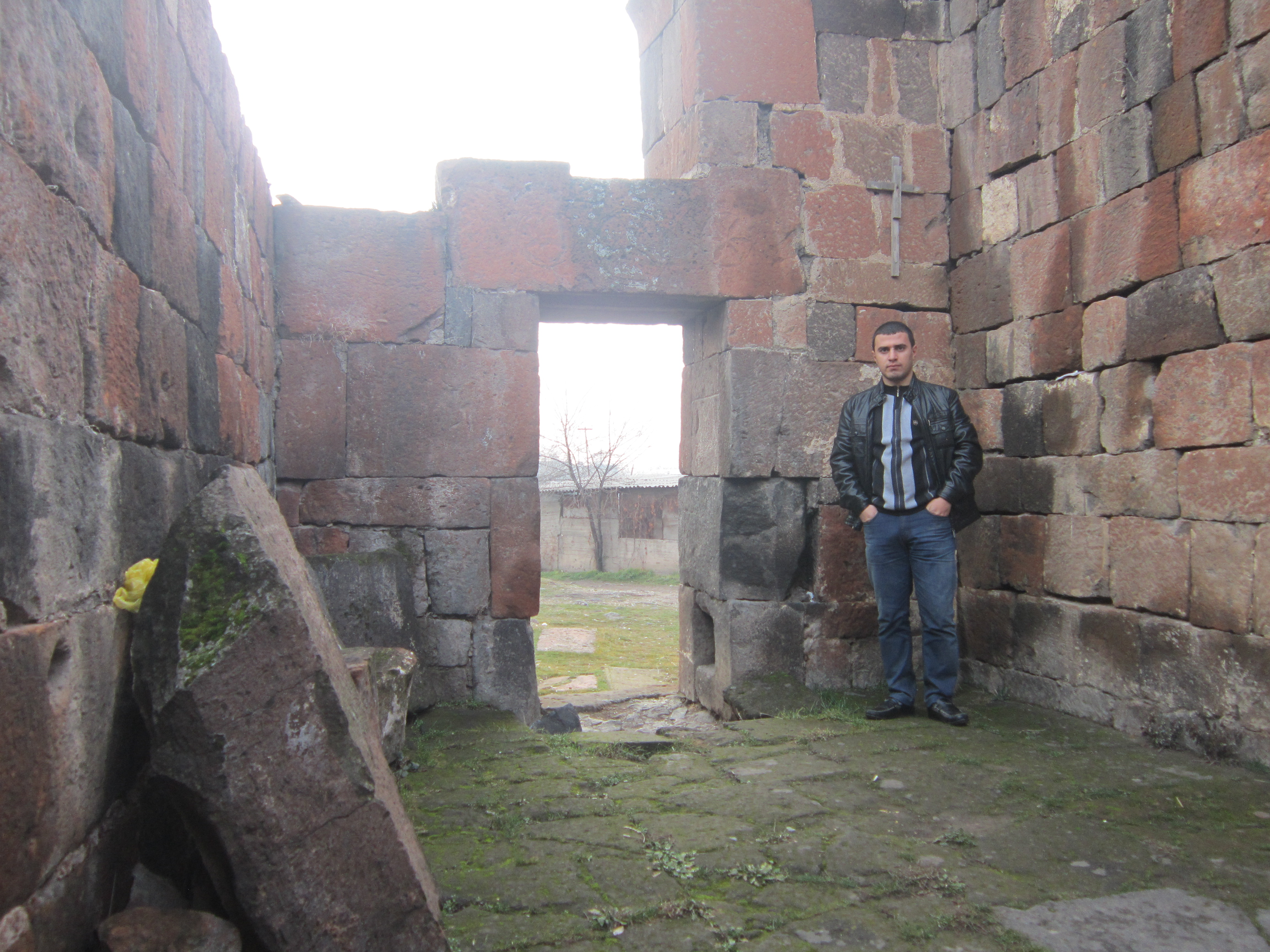
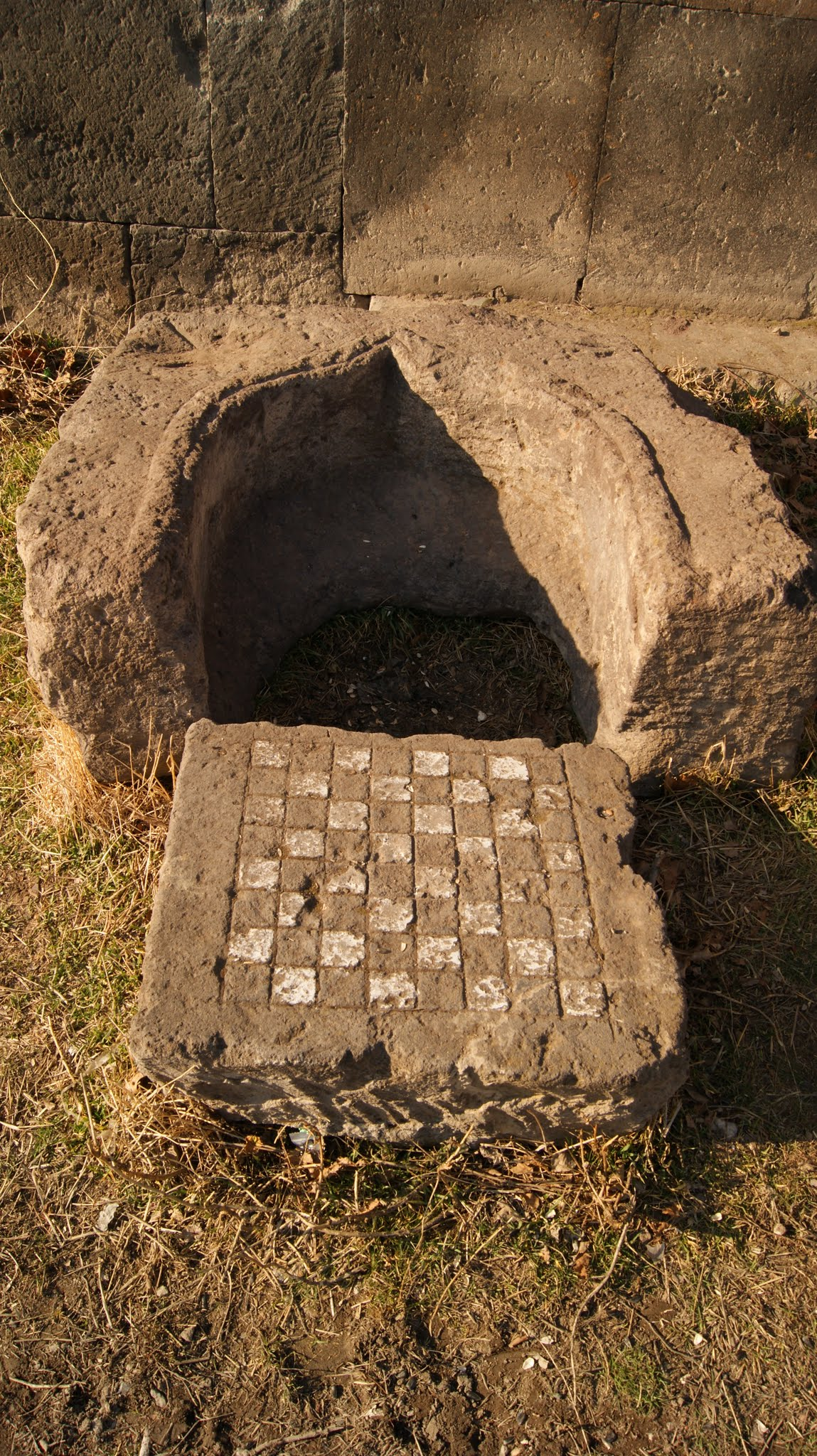